# Vaundy
Vaundy — японський музикант. Він розпочав свою кар'єру у 2019 році з незалежного завантаження в Інтернеті, а наприкінці року випустив пісню «Tokyo Flash». Він випустив пісні для кількох телешоу, серед яких «Chainsaw Blood» для «Chainsaw Man» і «Hadaka no Yuusha» для Ranking of Kings.

## Історія
Vaundy почав свою кар'єру, випускаючи пісні самостійно на YouTube у 2019 році. У грудні того ж року він випустив пісню «Tokyo Flash». Після цього успіху він був обраний одним з артистів «Early Noise 2020» на Spotify, а також був названий артистом «Space Shower Retsuden New Force» за 2020 рік. 27 травня 2020 року він випустив свій дебютний альбом Strobo. Він досяг 5 місця в Oricon Albums Chart. Пісня з альбому під назвою «Tomoshibi» була використана як музична тема для драми 2020 року Tokyo Love Story.
Він випустив мініальбом Hadaka no Yuusha 23 лютого 2022 року. До нього увійшла однойменна пісня, яка була використана як вступ до аніме Ranking of Kings. Він досяг 6 місця в чартах Oricon. Він співпрацював зі співаком Адо над піснею «Backlight», яка була використана в саундтреку до фільму One Piece Film: Red. 8–9 вересня 2022 року він виступив з двома шоу в Nippon Budokan. 12 жовтня він випустив фінальну тему Chainsaw Man «Chainsaw Blood». Він досяг 13 місця в Billboard Japan Hot 100. Він виступав на 73-му Kōhaku Uta Gassen, щоб завершити рік. Цей виступ допоміг йому досягти 2-го місця в чарті Billboard Japan Top Artists, а пісня, яку він виконав, «Kaiju no Hanauta», підскочила до № 3 у Billboard Japan Hot 100, а пізніше досягла 2-го місця. У рейтингу виконавців Billboard Japan за середину 2023 року він посів 2 місце.
29 липня 2023 року він анонсував свій другий студійний альбом, Replica, який згодом вийде 15 листопада 2023 року. Його пісня «Todome no Ichigeki» (яп. トドメの一撃, lit. «Finishing Strike»), у якій бере участь Корі Вонг, була використана як кінцева пісня для другого сезону аніме «Spy x Family».